# Bez červený
Bez červený (Sambucus racemosa) je listnatý keř z čeledi kalinovité. Spolu s bezem černým (Sambucus nigra) a bezem chebdí (S. ebulus) patří mezi tři původní druhy bezu v ČR.

## Taxonomie
Vědecké synonymum je Sambucus racemosa var. laciniata W. D. J. Koch ex DC.

Popsány jsou poddruhy:
- Sambucus racemosa subsp. kamtschatica
- Sambucus racemosa subsp. pubens
- Sambucus racemosa subsp. racemosa
- Sambucus racemosa subsp. sieboldiana

## Popis

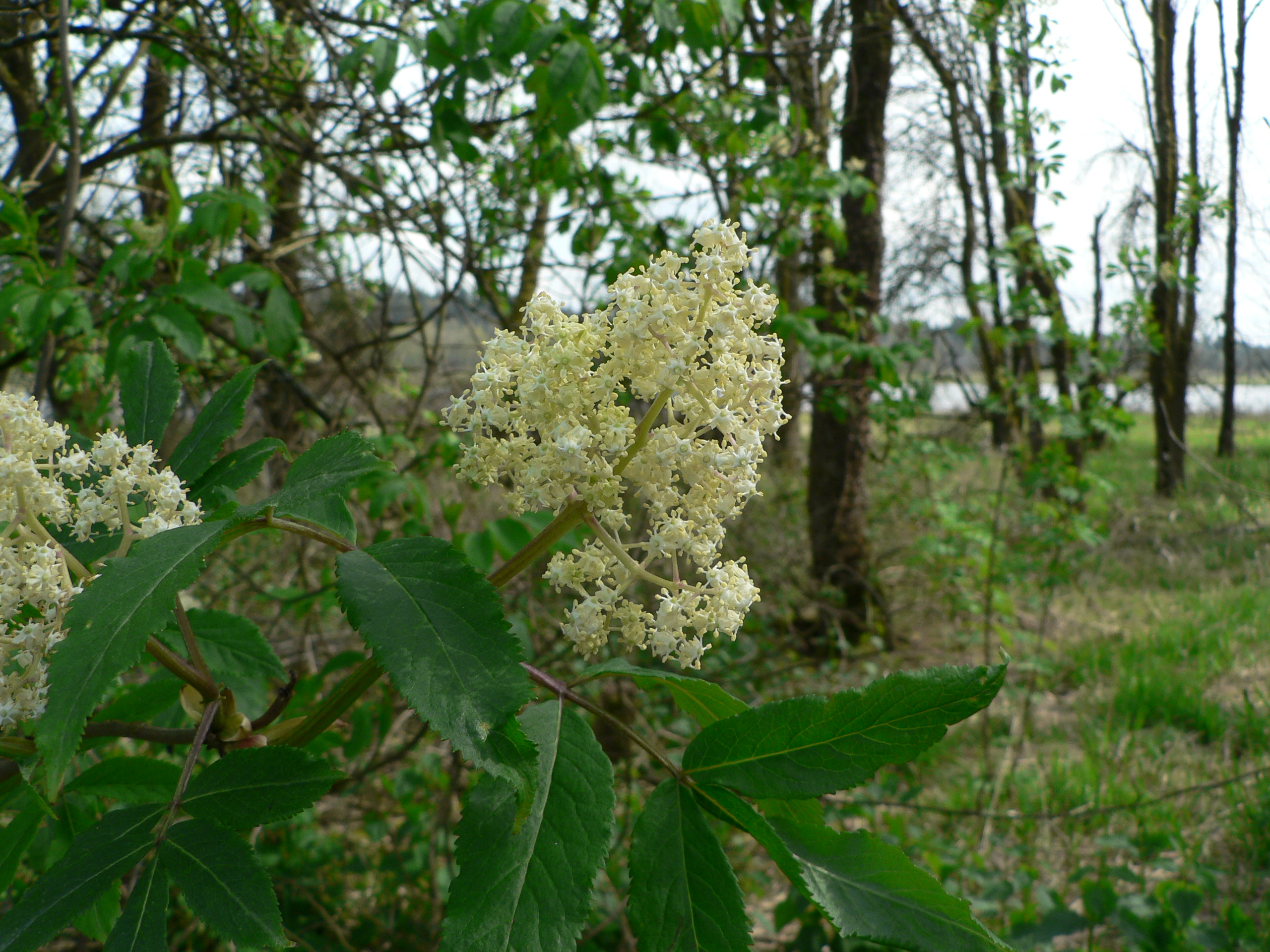
Květenství bezu červeného

Vytrvalý keř vysoký od jednoho do čtyř metrů, s daleko dosahujícími kořeny a kořenovými výmladky. Větve jsou obvykle přímé, silné a lysé, s černými oválnými bradavčitými lenticelami. Borka hnědá až šedohnědá, s výraznými lenticelami. Dřeň (tzv. bezová duše) je skořicově hnědá – na rozdíl od bílé dřeně bezu černého. Listy vstřícné, řapíkaté, lichozpeřené, s 1 až 3 lístky, jež jsou eliptické až vejčité, krátce řapíčkaté, na okraji pilovitě zubaté, na vrcholu zašpičatělé a zejména na rubu chlupaté. Květy jsou uspořádány v hustých mnohokvětých vrcholičnatých latách, 3–7 cm dlouhých a přibližně 5 cm širokých. Jednotlivé květy jsou drobné (pouhé asi 4 mm v průměru), 5četné, korunní lístky žlutavě zelené až zelené a obvykle záhy opadavé, tyčinek 5, prašníky žluté. Kalich má trojúhelníkovitě vejčité krátké cípy. Kvete od dubna do června, květy vůní připomínají mouku. Plodem jsou hustě uspořádané kulovité peckovice (asi 5 mm velké) se 3–5 semeny. Zploštělé kulovité pecky jsou dlouhé přibližně 3 mm a široké 2 mm. Plody dozrávají od června a po dozrání jsou výrazně červené.

## Rozšíření
Roste ve střední Evropě, v severní části jižní Evropy, na východě po Rumunsko, Bulharsko a západ Ukrajiny, v severní Evropě zřejmě jen zavlečený a zdomácnělý. Pokrývá zhruba území od severu Pyrenejského a Apeninského poloostrova až k severu Evropy a území od Malé Asie až po severní Čínu.
V ČR se vyskytuje celkem hojně od pahorkatin po horské oblasti (max. 1420 m n. m. u Luční boudy v Krkonoších), v nížinách převážně vzácně nebo chybí. Případné rozšíření do nižších poloh je někdy spojováno s koncem druhé světové války, kdy značná část obyvatelstva přešla k fosilním palivům, a výrazně tak ustalo čištění lesů formou sběru klestí.[zdroj?]

## Stanoviště
Osídluje slunná stanoviště – okraje lesů, paseky, křoviny, rokle, stráně. Roste na půdách vlhčích, humózních, bohatých na živiny, hlinitých, písčitých až kamenitých, mírně kyselých až neutrálních. Vyskytuje se také u hospodářských stavení a opuštěných objektů.

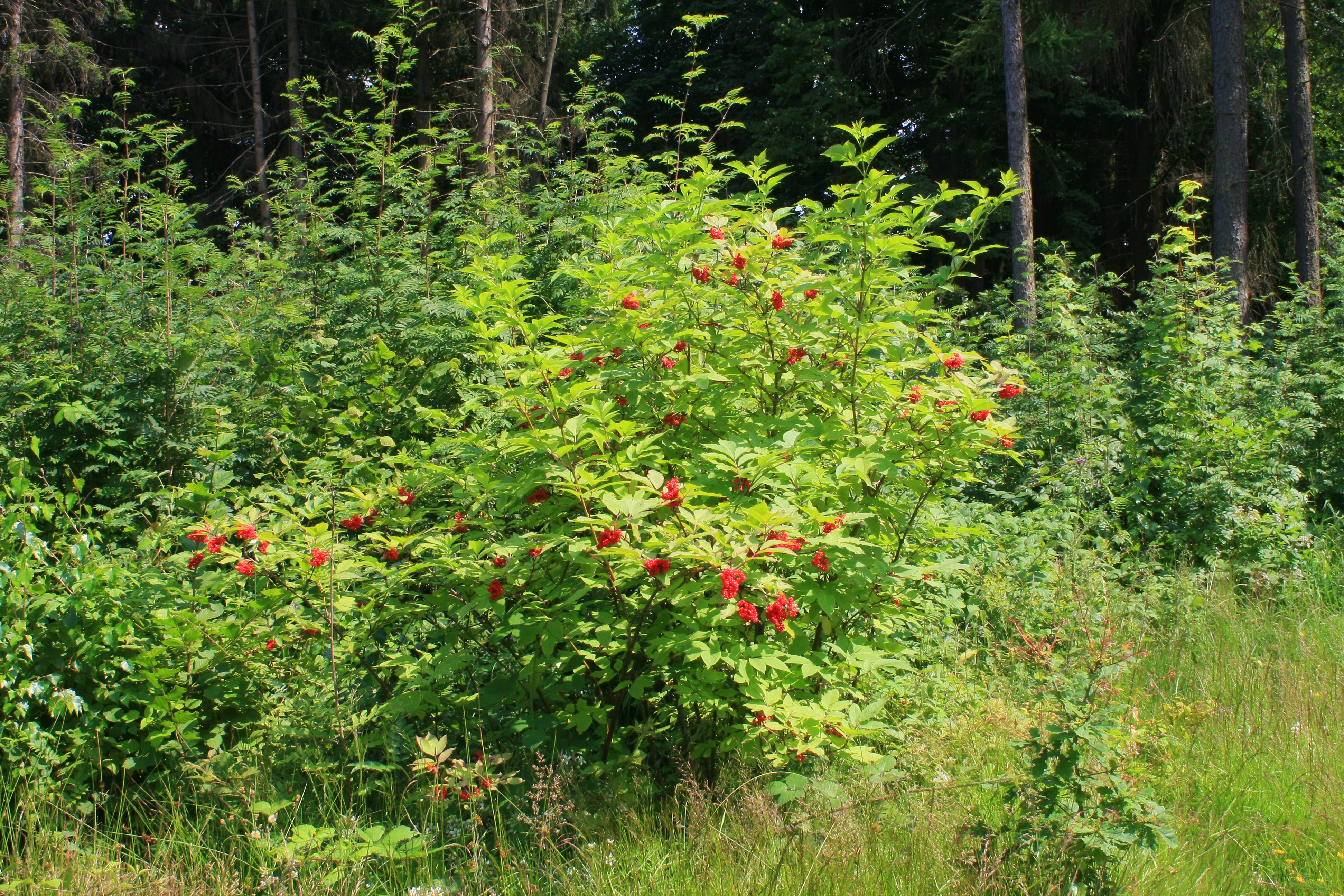
Bez červený se zralými plody

## Jedovatost
Semena, která obsahují amygdalin, jsou mírně jedovatá a mohou způsobit u disponovaných jedinců otravu. Jedovatá je též kůra a listy.

## Mezidruhové vztahy
Spásačem bezu červeného je tesařík Anaglyptus mysticus (Linnaeus, 1758) – kuloštítník temný.

## České pojmenování
Další český název je bez hroznatý. Lidové názvy: babulka, babulinky, bez horní, bez lesní, bez s hnědou duší, bezinka s červenými jahódkami, bezinky červené, bziní, bzinčí, bzinky, červené korálky.

## Využití
V lidovém léčitelství byly peckovičky považovány za počišťující prostředek.
Po převaření a odstranění semen lze použít plody na výrobu marmelády.
Rychlým spařením celých plodenství červených bezinek lze získat čaj bohatý na vitamín C. Šťáva z plodů se využívá k výrobě sirupů; protože je kalná, nechává se vyčiřit delším stáním a sedlina se odfiltruje. Na 1 kg je třeba 35 dílů šťávy a 65 dílů cukru. Z červených bezinek lze získat také olej vhodný k pečení či výrobě mýdla. Usazuje se na povrchu propasírovaného protlaku získaného povařením peckoviček s vodou.
Bez červený je vhodný na dělicí pásy, ptačí remízky, podrosty lesoparků, podrostové patro liniové a doprovodné zeleně.
Pěstuje se v několika kultivarech, které se liší zejména tvarem a barvou listí (stříhanolisté, hluboce pilovité listy nebo odrůdy pestrolisté, např. žluté), např. Sambucus racemosa 'Goldenlocks', Sambucus racemosa 'Plumosa Aurea', Sambucus racemosa 'Sutherland Gold'.
Plody jsou potravou ptactva, které tak trusem rostlinu přirozeně šíří v krajině.